# Espai compacte

Quant als criteris de compacte dels espais euclidians en el teorema de Heine–Borel, l'interval A = (−∞, −2] no és compacte ja que no és fitat.
L'interval C = (2, 4) no és compacte ja que no és tancat.
L'interval B = [0, 1] és compacte ja que és tancat i fitat.

En topologia, un subconjunt {\displaystyle K} d'un espai topològic {\displaystyle X} es diu  compacte  si tot recobriment obert seu té un subrecobriment finit, és a dir, si per a tot {\displaystyle \{U_{i}\}_{i\in I}} tal que {\displaystyle U_{i}} són tots oberts i {\displaystyle \cup _{i\in I}U_{i}\supset K}, hi ha {\displaystyle F\subset I} finit tal que {\displaystyle \cup _{i\in F}U_{i}\supset K}. Noti's que, en particular, {\displaystyle K} podria ser {\displaystyle X}. En aquest cas es parla d'un espai compacte. Es verifica llavors que {\displaystyle K\subset X} és compacte si i només si és un espai compacte per a la topologia traça.
Que un espai sigui compacte és una propietat que intenta generalitzar la noció d'un subconjunt de l'espai euclidià tancat i fitat per mitjà de la idea que un espai no tingui "forats" i que no "faltin els punts finals", és a dir que l'espai no exclogui cap punt de "valor límit". Per exemple, l'interval "no tancat" (0,1) no seria compacte ja que exclou els valors límits de 0 i 1, que mentre que l'interval tancat [0,1] seria compacte. Similarment, l'espai de nombres racionals {\displaystyle \mathbb {Q} } no és compacte ja que té un nombre infinit de "forats" que corresponen als nombres irracionals, i l'espai de nombres reals {\displaystyle \mathbb {R} } no és compacte ja que exclou els valors límits {\displaystyle \infty } i {\displaystyle -\infty }. Tanmateix, la recta extensa de nombre reals seria compacte, ja que conté tots dos infinits. Hi ha moltes maneres de precisar en aquesta noció heurística. Els diferents plantejaments coincideixen en l'espai euclidià, però poden no ser equivalents en altres espais topològics.
Una d'aquestes generalitzacions és la que diu que un espai topològic és successionalment compacte si tota successió infinita de punts mostrejats en l'espai té una subsuccessió que convergeix en algun punt de l'espai. El teorema de Bolzano-Weierstrass afirma que un subconjunt de l'espai euclidià és compacte en aquest sentit successional si i només si és tancat i fitat. Per tant, si es tria un nombre infinit de punts en l'interval unitat tancat, [0, 1], alguns dels seus punts s'aproparan arbitràriament a algun nombre real en aquest espai. Per exemple, alguns dels nombres en la seqüència 1/2, 4/5, 1/3, 5/6, 1/4, 6/7, ... s'acumulen en el 0 (mentre que d'altres ho fan a l'1). El mateix conjunt de punts no s'acumularien a cap punt de l'interval unitat obert (0, 1), així doncs l'interval unitat obert no és compacte. Tot i que subconjunts (subespais) de l'espai euclidià poden ser compactes, l'espai sencer en si no és compacte ja que no és fitat. Per exemple, considerant {\displaystyle \mathbb {R} ^{1}}, la recta de nombres reals sencera, la successió de punts 0, 1, 2, 3, ..., no té cap subseqüència que convergeixi a cap nombre real.
La idea d'espai compacte va ser introduïda formalment per Maurice Fréchet l'any 1906 per generalitzar el teorema de Bolzano–Weierstrass d'espais de punts geomètrics a espais de funcions. El Teorema d'Arzelà–Ascoli i el teorema d'existència de Peano exemplifiquen aplicacions d'aquesta noció d'espai compacte a l'anàlisi real clàssica. Seguint la seva introducció inicial, diferents nocions equivalents d'espais compactes, inclosa la d'espai successionalment compacte i la d'espai compacte de punts límit van ser desenvolupades en espais mètrics generals. En espais topològics generals, tanmateix, aquestes nocions d'espais compactes no són necessàriament equivalents. La noció més útil -i la definició estàndard del terme espai compacte- és descrita en termes de l'existència de famílies finites de conjunts oberts que recobreixen l'espai en el sentit que tot punt de l'espai pertany a algun conjunt contingut dins de la família. Aquesta noció més subtil, introduïda per Pàvel Aleksàndrov i Pàvel Urysohn l'any 1929, presenta els espais compactes com a generalitzacions de conjunts finits.
S'utilitza sovint el terme conjunt compacte com a sinònim d'espai compacte, però sol fer referència també a subespais compactes d'espais topològics.

## Algunes propietats
Es compleix que si {\displaystyle X} és varietat afí, aleshores {\displaystyle K} és connex per camins. Es compleix a més que tot subconjunt acotat d'un precompacto serà també paracompacte.
- Un subconjunt compacte d'un espai de Hausdorff X és tancat.
  - Si X no és Hausdorff llavors un subconjunt compacte de X pot no ser un subconjunt tancat de X (vegeu l'exemple en la nota a peu de pàgina).[a]
  - Si X no és Hausdorff llavors l'adherència d'un conjunt compacte pot no ser compacte (vegi's exemple).[b]
- En qualsevol espai vectorial topològic (EVT), un subconjunt compacte és complet. Tanmateix, tot EVT no-Hausdorff conté subconjunts compactes (i per tant complets) que són no tancats.
- Siguin A i B subconjunts compactes disjunts d'un espai de Hausdorff X, llavors existeixen conjunts oberts disjunts U i V en X tals que A ⊆ U i B ⊆ V.
- Una bijecció contínua entre un espai compacte i un espai de Hausdorff és un homeomorfisme.
- Un espai compacte Hausdorff és normal i regular.
- Si un subconjunt d'un espai mètric (X, d) és compacte, llacros és fitada per d.

### Funcions i espai compactes
Com que la imatge contínua d'un espai compacte és compacte, el teorema dels valors extrems aplica en tals espais: una funció contínua real en un espai compacte no buit és fitada per sobre i arriba al seu supremum.
(De forma lleugerament més general, això és veritat per una funció semicontínua per dalt.) Com a inverse de les afirmacions anteriors, la pre-imatge d'un espai compacte sota l'aplicació pròpia és compacta.

## Exemples bàsics
Qualsevol espai finit és compacte; es pot obtenir un subrecobriment seleccionant, per cada punt, un conjunt obert que el contingui. Un exemple no trivial d'un espai compacte és l'interval unitat (tancat) [0,1] dels nombres reals. Si es tria un nombre infinit de punts diferents en l'interval unitat, llavors hi ha d'haver algun punt d'acumulació entre aquests punts en l'interval. Per exemple, els termes imparells de la seqüència 1, 1/2, 1/3, 3/4, 1/5, 5/6, 1/7, 7/8, ... van a parar arbitràriament a prop del 0, mentre que els termes parells tendeixen a 1. Aquest exemple de seqüència mostra la importànica d'incloure els punts de la frontera de l'interval, ja que els punts límit han de ser en l'espai mateix — un interval obert (o mig obert) dels nombres reals no és compacte.
És també crucial que l'interval sigui fitat, ja que en l'interval [0,∞), es podria agafar la seqüència de punts 0, 1, 2, 3, ..., de la qual no hi ha cap subseqüència que arribi arbitràriament a prop de que cap nombre real donat.
En dues dimensions, els cercles tancats són compactes ja que per tot nombre infinit de punts mostrejats en el disc, alguns subconjunt d'aquests punts ha d'arribar arbitràriament a prop ja sigui a un punt del disc, o en un punt de la frontera. Tanmateix, un cercle obertr no és compacte, ja que una seqüència de punts pot tendir a la frontera — sense arribar arbitràriament a prop de cap punt de l'interior. De forma similar, les esferes són compactes, però una esfera que li falti un punt no ho és ja que una seqüència de punts pot seguir tendint al punt que falta, no arribant per tant arbitràriament a prop al punt de dins de l'espai. Les línies i els plans no són compactes, ja que es pot prendre un conjunt de punts equi-espaiats en qualsevol direcció sense que es tendeixi a cap punt.

## Compacitat en espais mètrics
Si {\displaystyle (X,d)} és un espai mètric, llavors, per {\displaystyle K\subset X}, les següents proposicions són totes equivalents:
1. {\displaystyle K} és compacte
2. {\displaystyle K} és seqüencialment compacte
3. {\displaystyle K} és complet i totalment tancat

A més, {\displaystyle K} serà sempre tancat i acotat.
El teorema de Heine-Borel dona una caracterització útil en els espais vectorials normats de dimensió finita: {\displaystyle K} és compacte si i només si és tancat i fitat. Tanmateix, en dimensió infinita, això no és veritat, i, de fet, en aquest context la bola unitària tancada mai serà compacta, pel mateix,
 és molt més difícil verificar compacitat. Un resultat important en els espais de funcions contínues és el teorema de Arzelá-Ascoli.

## Importància dels Conjunts Compactes
Els conjunts compactes tenen gran importància en diversos resultats de l'anàlisi, sent un dels més importants el teorema de Weierstrass: tota funció real contínua definida en un espai compacte assoleix el seu màxim i el mínim.
Un altre resultat important és el teorema de Heine, que indica que tota funció contínua el domini sigui un conjunt compacte, serà uniformement contínua.